# ヘンディ・クレート
ヘンディ・クレート（Hendy Cleto、1984年1月30日 - ）は、ドミニカ共和国出身の元野球選手（捕手）。広島東洋カープブルペン捕手兼通訳。

## 経歴
幼い頃からプロ野球選手を目指してプレー。本人曰くパワーとリードには自信があり、16歳でコロラド・ロッキーズのアカデミーに入所するが大成せず、2005年にカープアカデミーのブルペン捕手に採用される。
2007年、広島東洋カープブルペン捕手に転身。言語の障壁もあり選手として来日することは叶わなかったが、鈴木清明ら球団幹部がクレートの人柄を買ってカープ球団に招いた。日本語は語学学校への通学や相澤寿聡・山中達也両投手の指導で学んだ。
2016年に練習生として来日したカープアカデミー投手に技術指導を行っていると、自然にスペイン語圏選手の通訳を務めるようになる。翌2017年はサビエル・バティスタが1軍で活躍し、同選手の通訳として1軍に帯同。初めてのヒーローインタビューでは緊張から日本語が片言になり、一躍人気を集めた。

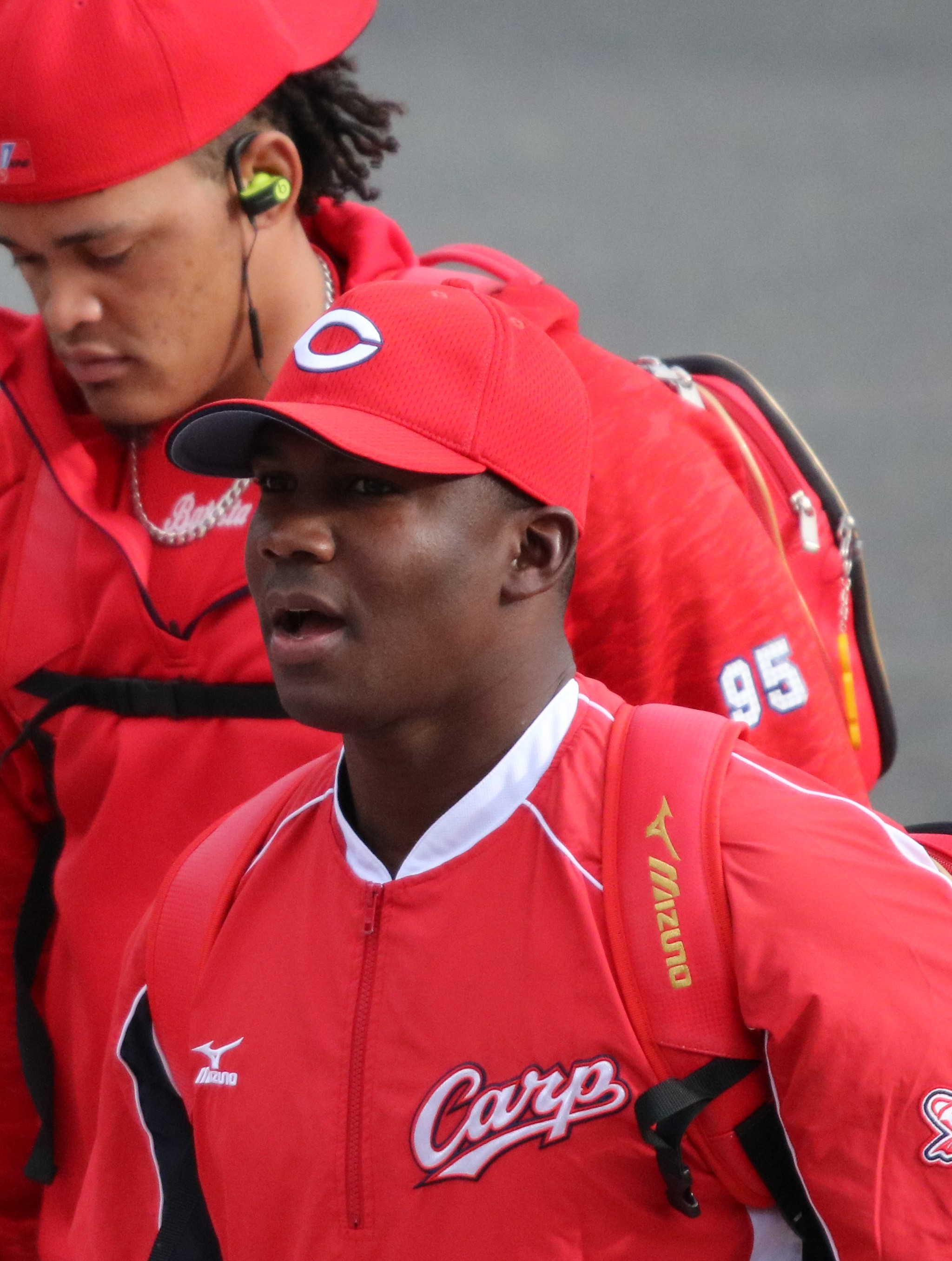
2017年11月7日、天福球場にて

## 人物・エピソード
- ブルペン捕手として前田健太や齊藤悠葵の投球を受けており、ストレートが印象に残っているという[1]。
- 牛丼と焼肉が好き[1]。
- 家族は妻と2人の息子。ドミニカで暮らしており、オフシーズンは家族の元で過ごす[2]。
- 日本での経験を生かして、ドミニカで指導者になるのが目標[1]。
- 愛称はクーちゃん[3]。

## 詳細情報

### 背番号
- 115（2007年 - 2011年、2013年 - 2020年）